# Dryopteris comorensis
Dryopteris comorensis là một loài dương xỉ trong họ Dryopteridaceae. Loài này được Tardieu Fraser-Jenk. mô tả khoa học đầu tiên năm 1994.